# ليف أرنسن
ليف أرنسن (بالنرويجية البوكمول: Liv Arnesen)‏ هي كاتِبة ومتحدثة تحفيزية نرويجية، ولدت في 1 يونيو 1953 في باروم في النرويج.

## وصلات خارجية
- الموقع الرسمي